# Yèbles
Yèbles település Franciaországban, Seine-et-Marne megyében. Lakosainak száma 970 fő (2022. január 1.). Yèbles Ozouer-le-Voulgis, Andrezel, Champdeuil, Chaumes-en-Brie, Crisenoy, Guignes, Soignolles-en-Brie és Solers községekkel határos.

## Népesség
A település népessége az elmúlt években az alábbi módon változott:
| Lakosok száma | 724  | 881  | 922  | 960  | 956  | 953  | 949  | 958  | 970  |
|               | 2013 | 2015 | 2016 | 2017 | 2018 | 2019 | 2020 | 2021 | 2022 |